# Phymatosorus alatus
Phymatosorus alatus är en stensöteväxtart som först beskrevs av Brackenr., och fick sitt nu gällande namn av Bosman. Phymatosorus alatus ingår i släktet Phymatosorus och familjen Polypodiaceae. Inga underarter finns listade.